# برج آب بانک ملی
برج آب بانک ملی مربوط به دوره قاجار است و در تهران، خیابان فردوسی ـ محوطه بانک ملی واقع شده و این اثر در تاریخ ۱۱ مرداد ۱۳۷۶ با شمارهٔ ثبت ۱۹۱۱ به‌عنوان یکی از آثار ملی ایران به ثبت رسیده است.